# 1675 en science
| Années de la science : 1672 - 1673 - 1674 - 1675 - 1676 - 1677 - 1678    |
| Décennies de la science : 1640 - 1650 - 1660 - 1670 - 1680 - 1690 - 1700 |

Cet article présente les faits marquants de l'année 1675 en science.

## Événements

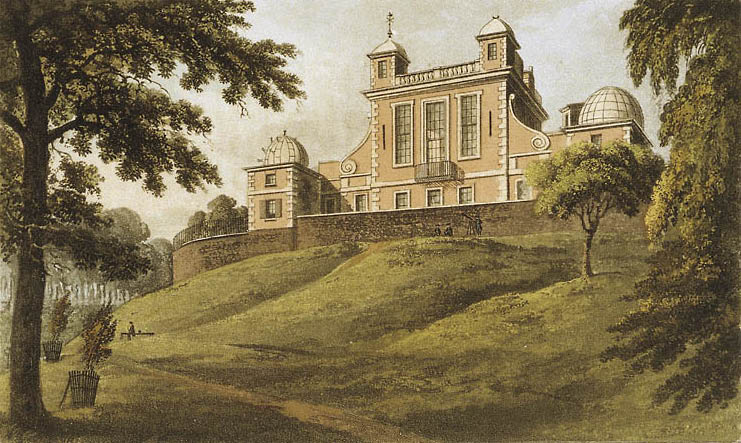
Observatoire royal de Greenwich, gravure de 1824

- 20 janvier : Huygens invente à Paris le ressort spiral réglant pour les montres (invention décrite dans le Journal des Sçavans du 25 février suivant )[1]. Il fait exécuter par l'horloger Isaac Thuret la première montre à ressort spiral réglant, appelée aussi montre marine car capable de mesurer les longitudes à bord d'un bateau[2].
- 4 mars : John Flamsteed est nommé Observateur astronomique du roi d'Angleterre[3].

- Avril : le navire du marchand anglais Anthony de la Roché, dévié par les vents après le cap Horn, atteint la Géorgie du Sud, réalisant la première découverte d'une terre au sud de la convergence antarctique. Il aurait trouvé refuge dans le fjord Drygalski[4].

- 10 août : pose de la première pierre de l'observatoire royal de Greenwich, construit par l'architecte anglais sir Christopher Wren ; John Flamsteed y commence ses observations le 10 juillet 1676[3].
- 29 octobre et 11 novembre : Leibniz découvre les principes fondamentaux du calcul infinitésimal. Le 29 octobre, songeant à la sommation des indivisibles de Cavalieri, il invente le signe de l'intégration ∫[5].
- 7 décembre : Newton envoie à la Royal Society un manuscrit intitulé Hypothesis explaining ye properties of Light discoursed of in my several papers (Hypothèses expliquant les propriétés de la lumière), qui traite des couleurs produites dans les lames minces[6].

- Le Danois Oläus Römer étudie la vitesse de la lumière en observant inégalités de durée des éclipses des satellites de Jupiter ; il publie ses résultats en 1676[7].
- Cassini découvre la  division des anneaux de Saturne qui portera son nom[8].

## Publications
- Tito Livio Burattini publie Misura Universale, ouvrage dans lequel il renomme et redéfinit la mesure universelle de la longueur, le mètre.

## Naissances
- 28 février : Guillaume Delisle († 1726), scientifique français, un des fondateurs de la géographie moderne.
- 21 mars : James Douglas (mort en 1742), médecin et anatomiste britannique.
- 28 juin : Pierre Lemonnier (mort en 1757), philosophe et mathématicien français.

- William Jones (mort en 1749), mathématicien gallois.

## Décès

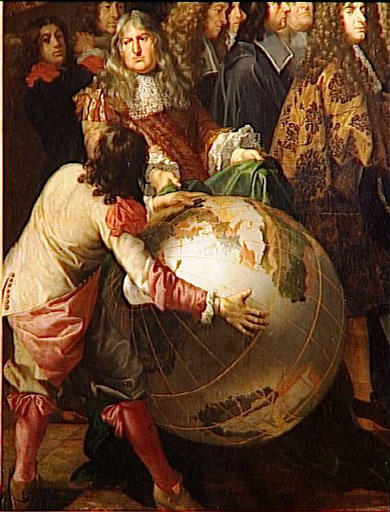
Portrait de Gilles Personne de Roberval lors de la séance inaugurale de l'Académie des sciences en 1666 (détail)

- 17 janvier : Bernard Frénicle de Bessy (né vers 1605), mathématicien français.
- 5 février : Johann Heinrich Glaser (né en 1629), médecin suisse.
- 18 mai :
  - Stanisław Lubieniecki (né en 1623), astronome, historien et écrivain polonais.
  - Frère Jacques Marquette (né en 1637), explorateur français, découvreur du Mississippi avec Louis Jolliet.
- Mai : Michael Florent van Langren (né en 1598), ingénieur, mathématicien, astronome et cosmographe belge.
- 8 juin : Jan Jonston (né en 1603), médecin polonais.
- 18 août : Anselmo Banduri (mort en 1743), archéologue, numismate et bibliothécaire d'origine italienne.
- 27 octobre : Gilles Personne de Roberval (né en 1602), mathématicien et physicien français, inventeur de la balance à deux fléaux dite « balance de Roberval ».
- Octobre : James Gregory (né en 1638), mathématicien et astronome écossais.

- François Le Gendre, mathématicien français.